# Iberoamerika
Az Ibér-Amerika egy kifejezés, ami az Ibéria és az Amerika szavak összevonásából jött létre és az Ibériai-félsziget illetve Latin-Amerika országaira vonatkozik, amelyek korábban a Spanyol- és Portugál birodalom részei voltak, így kulturálisan közel állnak egymáshoz.

## Földrajz
| Helyezés | Ország                | Terület    |
| 1        | Brazília              | 8 514 877  |
| 2        | Argentína             | 2 780 400  |
| 3        | Mexikó                | 1 964 375  |
| 4        | Peru                  | 1 285 216  |
| 5        | Kolumbia              | 1 138 914  |
| 6        | Bolívia               | 1 098 581  |
| 7        | Venezuela             | 916 445    |
| 8        | Chile                 | 756 102    |
| 9        | Spanyolország         | 504 645    |
| 10       | Paraguay              | 406 752    |
| 11       | Ecuador               | 283 561    |
| 12       | Uruguay               | 176 215    |
| 13       | Nicaragua             | 130 370    |
| 14       | Honduras              | 112 090    |
| 15       | Kuba                  | 110 860    |
| 16       | Guatemala             | 108 889    |
| 17       | Portugália            | 92 391     |
| 18       | Panama                | 75 420     |
| 19       | Costa Rica            | 51 100     |
| 20       | Dominikai Köztársaság | 48 670     |
| 21       | Salvador              | 21 041     |
| 22       | Puerto Rico           | 13 790     |
| 23       | Andorra               | 468        |
|          | Összesen              | 20 581 706 |

## Hasonló kifejezések
Az alábbi hasonló értelmű, bár nem azonos kifejezések léteznek még:
- Latin-Amerika: a spanyol, portugál és francia nyelvű amerikai országok Argentínától Mexikóig (Belize, Guyana, Suriname és Jamaica nem tartozik ebbe a csoportba, Francia Guyana viszont igen)
- Hispán-Amerika (vagy Spanyol-Amerika): a spanyol nyelvű amerikai országok

stb.

## Népesség

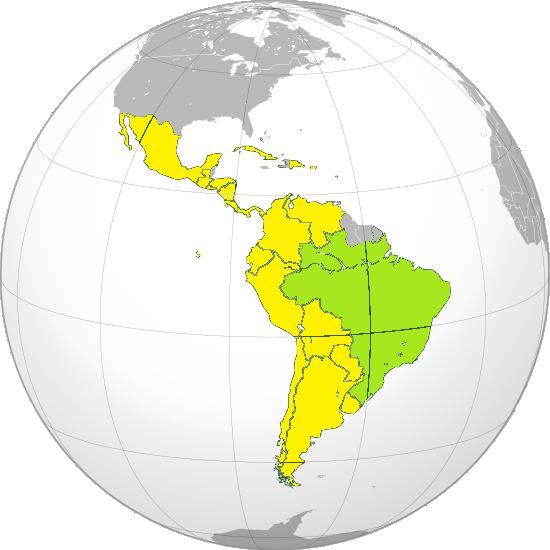

| Helyezés | Ország   | Népesség    |
| 1        | BRA      | 198 739 269 |
| 2        | MEX      | 112 322 757 |
| 3        | COL      | 45 644 023  |
| 4        | ESP      | 45 116 894  |
| 5        | ARG      | 40 913 584  |
| 6        | VEN      | 30 102 382  |
| 7        | PER      | 29 885 340  |
| 8        | CHI      | 17 094 275  |
| 9        | GUA      | 15 655 189  |
| 10       | ECU      | 13 067 000  |
| 11       | CUB      | 11 451 652  |
| 12       | POR      | 10 524 145  |
| 13       | DOM      | 10 090 000  |
| 14       | BOL      | 10 027 644  |
| 15       | HON      | 7 792 854   |
| 16       | Salvador | 7 185 218   |
| 17       | PAR      | 6 995 655   |
| 18       | NIC      | 5 891 199   |
| 19       | CRI      | 4 579 000   |
| 20       | PRI      | 3 971 020   |
| 21       | URU      | 3 494 382   |
| 22       | PAN      | 3 450 349   |
| 23       | AND      | 84 082      |
|          | Összesen | 634 077 913 |

## Ibero-Amerika nyelvei
A régió két legfontosabb nyelve a spanyol és a portugál. Portugáliában és Brazíliában portugálul beszélnek, az összes többi régióbeli országban pedig spanyolul. Azonban léteznek további helyi nyelvek. Egy részük hivatalos nyelve egy vagy több térségbeli országnak.
- Ajmara
- Guaraní
- Maja nyelvek
- Mapudungun
- Náhuatl
- Kecsua
- Rapanui

## Iberoamerikai Csúcstalálkozó
1991 óta évente megrendezik az Iberoamerikai Csúcstalálkozót.
Ezen 19 Latin-Amerikai ország vesz részt: 
- Argentína (spanyol)
- Bolívia (spanyol)
- Brazília (portugál)
- Chile (spanyol)
- Costa Rica (spanyol)
- Dominikai Köztársaság (spanyol)
- Ecuador (spanyol)
- El Salvador (spanyol)
- Guatemala (spanyol)
- Honduras (spanyol)
- Kolumbia (spanyol)
- Kuba (spanyol)
- Mexikó (spanyol)
- Nicaragua (spanyol)
- Panama (spanyol)
- Paraguay (spanyol)
- Peru (spanyol)
- Uruguay (spanyol)
- Venezuela  (spanyol)

és 3 Ibériai-félszigeti: 
- Andorra (spanyol)
- Portugália. (portugál)
- Spanyolország (spanyol)

Társtagként részt vesz:
- Belgium
- Egyenlítői Guinea (spanyol, portugál)
- Franciaország
- Fülöp-szigetek (spanyol)
- Hollandia
- Marokkó
- Olaszország

Továbbá az alábbi afrikai és ázsiai spanyol és portugál nyelvű országok jelezték csatlakozási szándékukat:
Afrika:
- Angola (portugál)
- Bissau-Guinea (portugál)
- Mozambik (portugál)
- Nyugat-Szahara (spanyol)

Ázsia:
- Kelet-Timor (portugál)

## Lásd még
- Latin-Amerika
- Hispán-Amerika

## Külső hivatkozások
- Portal de la Cumbre Iberoamericana El Salvador 2008
- Portal de las Cumbres Iberoamericanas
- Cumbre Iberoamericana, Sitio oficial
- Secretaría General Iberoamericana (Segib)
- Asociación de Televisión Educativa Iberoamericana
- OEI
- Organización Iberoamericana de Juventud (OIJ)
- El descubrimiento de América- La verdadera Historia 1/2. Video en Youtube
- El descubrimiento de América- La verdadera Historia 2/2. Video en Youtube